# Țebliv, Sokal
Țebliv (în ucraineană Цеблів) este un sat în comuna Jujeleanî din raionul Sokal, regiunea Liov, Ucraina.

## Demografie
Componența lingvistică a localității Țebliv
     Ucraineană (98,4%)
     Alte limbi (0,64%)
Conform recensământului din 2001, majoritatea populației localității Țebliv era vorbitoare de ucraineană (98,4%), existând în minoritate și vorbitori de alte limbi.